# Potenciador (videojuegos)

En Super Mario Bros., la estrella concedía al jugador inmunidad por un breve periodo de tiempo.

En videojuegos, potenciadores, también conocidos como power-ups o poderes especiales, son objetos que al instante benefician o añaden capacidades adicionales para el personaje del juego, como una mecánica de juego. Puede o no puede tener un beneficio y algunos pueden ser utilizados en un momento elegido por el jugador. Aunque a menudo se recogen directamente a través del tacto, los potenciadores a veces solo pueden ser obtenidos mediante la recopilación de varios artículos relacionados (tales como las cartas flotantes de la palabra EXTEND en Bubble Bobble). Ejemplos bien conocidos de power-ups que han entrado en la cultura popular son las bolitas de potencia de Pac-Man (considerado como el primer potenciador), las cajas de Sonic The Hedgehog o los superchampiñones de Super Mario Bros.  que ocuparon el primer lugar en los Top 11 Video Game Powerups de UGO Networks.
Artículos que confieren poderes especiales por lo general son previamente colocados en el mundo del videojuego en cuestión, generados al azar, dejados caer por los enemigos golpeados o recogidos de recipientes abiertos o rotos por el jugador. Ellos pueden ser diferenciados de los elementos de otros videojuegos, como los videojuegos de rol, por el hecho de que surten efecto inmediatamente, cuentan con diseños que no encajan necesariamente en el mundo del videojuego en cuestión—a menudo utilizan letras o símbolos de un diseño—, y se encuentran en ciertos géneros de videojuegos. Los potenciadores se encuentran principalmente en los videojuegos orientados a la acción, tales como videojuegos de mazmorras, carreras y armas de los matamarcianos, disparos en primera persona, videojuegos de plataformas, puzles, y videojuegos de combate vehicular.